# 杉田駅 (神奈川県)

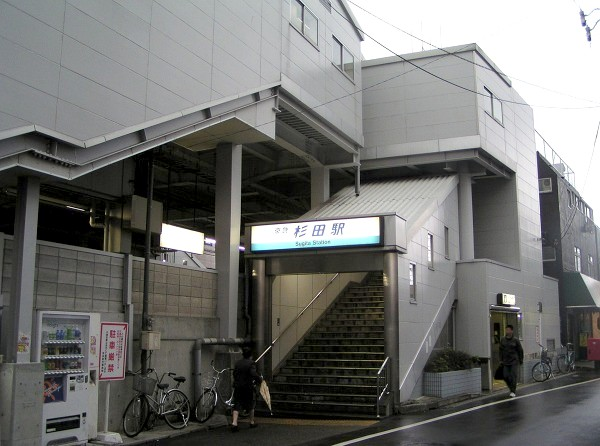
西口（2006年5月）

杉田駅（すぎたえき）は、神奈川県横浜市磯子区杉田二丁目にある、京浜急行電鉄本線の駅である。駅番号はKK46。

## 歴史
1930年4月1日に湘南電気鉄道が黄金町駅 - 浦賀駅を開業させた時点では当駅は設置されていなかった。
- 1930年（昭和5年）7月1日 - 湘南電気鉄道の仮駅として開業[1]。
- 1931年（昭和6年）5月1日 - 駅に昇格。
- 1941年（昭和16年）11月1日 - 湘南電気鉄道と京浜電気鉄道の合併により、京浜電気鉄道の駅となる。
- 1942年（昭和17年）5月1日 - 京浜電気鉄道と東京急行電鉄の合併により、東京急行電鉄（大東急）の駅となる。
- 1948年（昭和23年）6月1日 - 大東急から京浜急行電鉄が分離発足したことにより、京浜急行電鉄の駅となる。
- 1970年（昭和45年）3月 - 駅舎を改築、橋上化。
- 1993年（平成5年）4月 - 駅ビル「プララ杉田」開業。
- 2010年（平成22年）
  - 3月 - ホーム行きエレベーター新設。
  - 4月 - 上りホームにトイレ新設。
  - 5月 - エアポート急行（現:急行）の停車に備え、ホーム有効長を8両編成対応に延長。
  - 5月16日 - ダイヤ改正により新設されたエアポート急行の停車駅となる。

### 駅名の由来
当駅付近にある東漸寺にかつて存在した杉に軍旗を立てたことにより、「旗立杉」と呼ばれるようになったことが由来。

## 駅構造
京急の直営駅で、相対式ホーム2面2線を有する地上駅である。駅の京急富岡方には杉田第一踏切がある。ホームにはエスカレーターとエレベーターが設置され、西口にはエレベーターが設置されている。なお、東口出口にあるエレベーターとエスカレーターは共にプララ杉田内にあり、プララ杉田の営業時間中に利用できる。
駅の構内、京急富岡方に1970年（昭和45年）築の橋上駅舎があり、線路の東側に東口が、線路の西側に西口が設けられている。また、駅舎の東側に隣接する商業施設「プララ杉田」が駅舎と直結している。コンコースの位置はプララ杉田の中3階に当たり、案内表示にも「中3階」と表記されている。
東口出口への脇には、「出口（JR新杉田駅 徒歩約10分）」との表示がある。なお、同駅へはプララ杉田の中を経由して行く事もできる。同駅とは2008年（平成20年）3月15日より定期券について連絡運輸を開始した。
2010年（平成22年）5月16日のダイヤ改正で新設された「エアポート急行」が停車するようになったため、品川方においてホーム延長工事が行われた。また、長らくトイレは駅舎内に設置されておらず、西口の少し先にある道路沿いの公衆便所か、プララ杉田内にあるトイレを利用するしかなかったが、2010年（平成22年）4月に上りホームにトイレが設置された。多目的トイレを併設している。

### のりば
| 番線 | 路線 | 方向 | 行先                     |
| ---- | ---- | ---- | ------------------------ |
| 1    | 本線 | 下り | 横須賀中央・三浦海岸方面 |
| 2    | 本線 | 上り | 横浜・品川方面           |

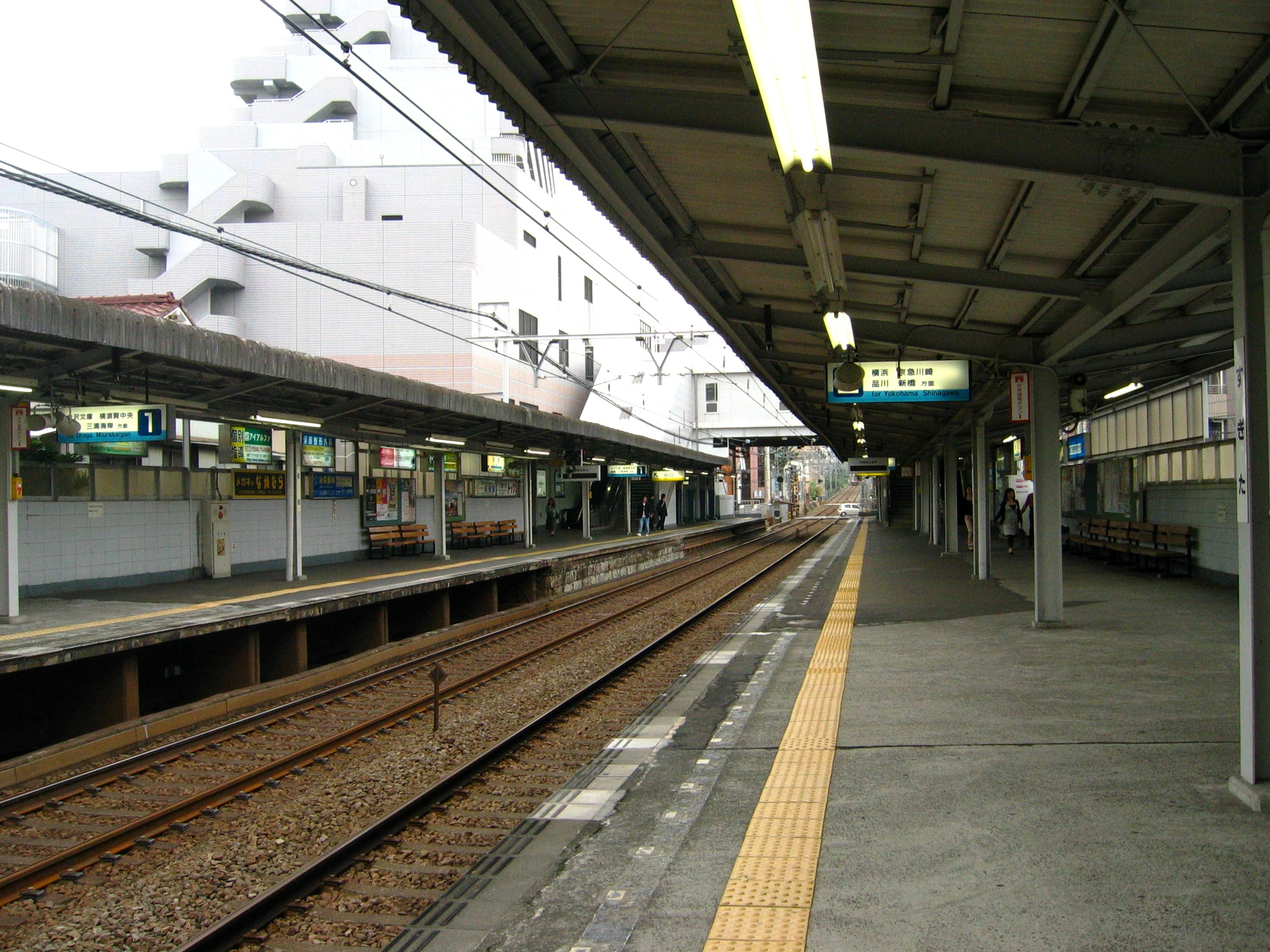
ホーム（2007年10月）

## 利用状況
横浜市統計書によると2022年度の1日平均乗降人員は29,995人（乗車人員：15,015人、降車人員：14,980人）である。
2020年度の1日平均乗降人員は27,123人であり、京急全72駅中14位。エアポート急行と普通のみが停車する駅の中では最も人数が多い。
近年の1日平均乗降・乗車人員推移は下表の通りである。
| 年度               | 1日平均 乗降人員 | 1日平均 乗車人員 | 出典     |
| ------------------ | ---------------- | ---------------- | -------- |
| 1980年（昭和55年） |                  | 12,762           |          |
| 1981年（昭和56年） |                  | 12,934           |          |
| 1982年（昭和57年） |                  | 13,167           |          |
| 1983年（昭和58年） |                  | 13,393           |          |
| 1984年（昭和59年） |                  | 13,249           |          |
| 1985年（昭和60年） |                  | 13,578           |          |
| 1986年（昭和61年） |                  | 13,816           |          |
| 1987年（昭和62年） |                  | 13,962           |          |
| 1988年（昭和63年） |                  | 14,145           |          |
| 1989年（平成元年） |                  | 14,293           |          |
| 1990年（平成02年） |                  | 14,548           |          |
| 1991年（平成03年） |                  | 14,402           |          |
| 1992年（平成04年） |                  | 13,852           |          |
| 1993年（平成05年） |                  | 14,162           |          |
| 1994年（平成06年） |                  | 14,499           |          |
| 1995年（平成07年） |                  | 14,596           | [ * 1 ]  |
| 1996年（平成08年） |                  | 14,219           |          |
| 1997年（平成09年） |                  | 13,996           |          |
| 1998年（平成10年） |                  | 13,952           | [ * 2 ]  |
| 1999年（平成11年） |                  | 13,976           | [ * 3 ]  |
| 2000年（平成12年） | 28,800           | 14,401           | [ * 3 ]  |
| 2001年（平成13年） | 29,610           | 14,887           | [ * 4 ]  |
| 2002年（平成14年） | 30,117           | 15,138           | [ * 5 ]  |
| 2003年（平成15年） | 31,249           | 15,594           | [ * 6 ]  |
| 2004年（平成16年） | 31,730           | 15,881           | [ * 7 ]  |
| 2005年（平成17年） | 32,228           | 16,175           | [ * 8 ]  |
| 2006年（平成18年） | 32,793           | 16,484           | [ * 9 ]  |
| 2007年（平成19年） | 33,426           | 16,677           | [ * 10 ] |
| 2008年（平成20年） | 34,261           | 17,013           | [ * 11 ] |
| 2009年（平成21年） | 33,711           | 16,883           | [ * 12 ] |
| 2010年（平成22年） | 33,761           | 16,763           | [ * 13 ] |
| 2011年（平成23年） | 33,454           | 16,598           | [ * 14 ] |
| 2012年（平成24年） | 33,704           | 16,738           | [ * 15 ] |
| 2013年（平成25年） | 34,169           | 16,964           | [ * 16 ] |
| 2014年（平成26年） | 34,046           | 16,907           | [ * 17 ] |
| 2015年（平成27年） | 34,648           | 17,164           | [ * 18 ] |
| 2016年（平成28年） | 34,868           | 17,310           | [ * 19 ] |
| 2017年（平成29年） | 34,651           | 17,215           | [ * 20 ] |
| 2018年（平成30年） | 34,511           | 17,122           | [ * 21 ] |
| 2019年（令和元年） | 33,761           | 16,733           | [ * 22 ] |
| 2020年（令和02年） | 27,123           | 13,475           |          |

## 駅周辺
古くからの町並みの中にある。駅付近から東へ400メートル程の新杉田駅付近まで商店街（ぷらむろーど杉田）が続いている他、付近には東漸寺や杉田梅林で知られた妙法寺など、歴史のある寺院が存在している。
その他、駅周辺の主要な施設としては、横浜市立杉田小学校（徒歩3分）、横浜市立浜中学校（徒歩7分）、横浜市立杉田地区センター（プララ杉田内）、横浜杉田西郵便局（徒歩5分）などがある。

## バス路線
横浜市営バス、京浜急行バスにより運行されている。駅前の杉田新道上にある「杉田駅」が最寄りバス停である。
この他中原本道上の「杉田小学校」及び駅から東へ500m程の国道16号上の「聖天橋」も利用可能である。発着する路線の詳細は横浜市営バス磯子営業所・京浜急行バス追浜営業所・京浜急行バス杉田営業所を参照。
杉田駅
- 東方向（西口側）
  - 横浜市営バス
    - 10 - 峰の郷行
    - 293 - 磯子台団地循環
- 西方向（東口側）
  - 横浜市営バス
    - 10・293 - 磯子駅行

杉田小学校
- 北方向（プララ杉田前）
  - 横浜市営バス
    - 10・293 - 磯子駅行
- 南方向
  - 横浜市営バス
    - 10 - 峰の郷行
    - 293 - 磯子台団地循環

聖天橋
- 北方向
  - 京浜急行バス
    - 4 - 磯子駅行
    - 磯6 - 上大岡駅行（磯子駅経由） ※日中のみ
    - 110 - 横浜駅行（磯子駅経由）
- 南方向
  - 京浜急行バス
    - 4 - 追浜車庫・追浜駅・金沢文庫行 ※追浜駅行・金沢文庫行は平日のみ
    - 上5・磯6 - 杉田行
    - 110 - 杉田平和町行

## 隣の駅
京浜急行電鉄
 本線
■快特・■特急
通過
■急行
上大岡駅 (KK44) - 杉田駅 (KK46) - 能見台駅 (KK48)
■普通
屏風浦駅 (KK45) - 杉田駅 (KK46) - 京急富岡駅 (KK47)